# USS Jarvis (DD-799)
El USS Jarvis (DD-799) fue un destructor clase Fletcher de la Armada de los Estados Unidos, fue le tercer buque de en llevar este nombre en honor del Guardiamarina James C. Jarvis (1787-1800), quien murió a la edad de 13 años, durante el enfrentamiento entre la fragata estadounidense USS Constellation y la fragata francesa La Vengeance.
El USS Jarvis fue puesto en grada en el astillero Seattle-Tacoma Shipbuilding Corporation en Seattle, Washington; el 7 de junio de 1943; y botado el 14 de febrero de 1944, amadrinado por la Sra. Harold Burkit, hija de Rufus C. Colman, Senador estadounidense, y comisionado el 3 de junio de 1944, bajo el mando del Comandante E. B. Ellsworth.

## Segunda Guerra Mundial
El USS Jarvis partió de Seattle el 25 de agosto rumbo a Pearl Harbor como escolta del acorazado USS South Dakota llegando el 31 de agosto, el 3 de septiembre zarpó rumbo a Adak, Alaska para unirse a la Fuerza del Pacífico Norte, para participar en operaciones cerca de las Islas Kuriles. El 15 de agosto de 1945 después de regresar a Adak de su última incursión, partió hacia Aomori, Honshū, para apoyar en las operaciones de ocupación. Llegó a Aomori el 8 de septiembre, navegó por las aguas del Mar del Japón dando apoyo en los desembarcos de las tropas de ocupación y destruyendo las instalaciones militares en Honshu y Hokkaidō. El USS Jarvis zarpó de la base naval de Yokosuka, Honshu, el 19 de noviembre rumbo a los Estados Unidos. A su llegada a Pearl Harbor, el 29 de noviembre, se incorporó a la Operación Magic Carpet, una flota de buques que zarpo el 1 de diciembre rumbo a la costa este a través de San Diego y el Canal de Panamá, transportando a los veteranos que regresan de la Guerra del Pacífico. El USS Jarvis llegó a Charleston, Carolina del Sur, el 22 de diciembre; desactivado como una unidad de la Flota de Reserva del Atlántico el 11 de abril de 1946, y dado de baja el 29 de junio.

## 1951 - 1960
Con el desarrollo de la guerra de Corea, el USS Jarvis reanudó su servicio el 8 de febrero de 1951, bajo el mando del Comandante E. F. Rye. El 15 de mayo de 1952, es enviado a Corea, a su llegada a las costas coreanas el 23 de junio comenzó con el bloqueo y las patrullas. Es asignado a la Séptima Flota, y bajo el mando de su nuevo Comandante C. D. McCall, realiza operaciones desde la costa Kimch'aek a Ch'ŏngjin, hasta su regreso a Yokosuka, Japón, el 18 de agosto. Finalizadas las operaciones en aguas japonesas, se unió a las patrullas en aguas de Formosa del 26 de septiembre al 10 de octubre. Después de completar su misión arribo a la Bahía de Súbic y el día 18 puso rumbo a los Estados Unidos a través de Ceilán, Suez y Gibraltar, llegando a Norfolk el 12 de diciembre.
El USS Jarvis reanudó las operaciones con la Flota del Atlántico y el 4 de mayo de 1954 fue desplegado en el Mediterráneo, llegando a Nápoles, Italia, el 18 de mayo. Antes de su regreso a Norfolk el 9 de julio, operó junto con la Sexta Flota en Oriente Medio.
El 5 de enero de 1955, el USS Jarvis zarpó rumbo a la costa oeste, llegando el 26 de enero a la Base Naval de Long Beach en San Pedro, Los Ángeles. Después del entrenamiento en la costa de California, partió el 21 de abril, en el primero de los cinco despliegues en Extremo Oriente tras la guerra de Corea. Como una unidad de la 7ª Flota, recorrió el Océano Pacífico desde Japón a Filipinas, para asegurar la paz en el inestable Oriente. Mientras que en 1955 su despliegue en el Lejano Oriente, apoyó la evacuación de miles de refugiados de Vietnam del Norte a Vietnam del Sur durante la Operación Pasaje a la Libertad. Durante todo su despliegue llevó a cabo patrullajes en el Estrecho de Formosa para ayudar a estabilizar la lucha nacionalista-comunista y prevenir la invasión de Formosa desde el continente. En 1958 presto valiosa asistencia a los chinos nacionalistas durante la amenaza de invasión comunista de Kinmen y Matsu.
El USS Jarvis regresó a Long Beach después de su quinto despliegue el 4 de marzo de 1960, y reanudó sus operaciones costeras hasta el 24 de septiembre, cuando zarpó rumbo a la costa este. Llegó a Filadelfia el 16 de octubre, y fue dado de baja el 24 de octubre y fue asignado a la Flota de Reserva del Atlántico.

## Alcalá Galiano
El 3 de noviembre de 1960 el buque fue entregado a España en un préstamo de 5 años renovables según los términos del Programa de Asistencia Militar nacido tras los acuerdos de 1953. Sirvió en la Armada Española como Alcalá Galiano (44) hasta 1960 y posteriormente cambió su numeral por D-24. Fue asignado a la 21 Escuadrilla de Escoltas. En 1983 destinado a la Zona Marítima del Estrecho.
El  15 de diciembre de 1988 fue dado de baja y desguazado para chatarra.